# Sibrisk plymspirea
Sibrisk plymspirea (Aruncus parvulus) är en rosväxtart som beskrevs av Komarov. Enligt Catalogue of Life ingår Sibrisk plymspirea i släktet plymspireor och familjen rosväxter, men enligt Dyntaxa är tillhörigheten istället släktet plymspireor och familjen rosväxter. Arten förekommer tillfälligt i Sverige, men reproducerar sig inte. Inga underarter finns listade i Catalogue of Life.